# Aalborg Amt
Aalborg Amt blev oprettet i 1793. I området ligger købstæderne Aalborg, Løgstør, Nibe og Nørresundby.
Aalborg Amt bestod af følgende herreder:
- Fleskum Herred
- Gislum Herred
- Hellum Herred
- Hindsted Herred
- Hornum Herred
- Kær Herred
- Slet Herred
- Års Herred

Området hørte i middelalderen under Himmersyssel, dog hørte Kær Herred, nord for Limfjorden under Vendsyssel. Fra 1542 hørte hele området både nord og syd for Limfjorden til Aalborghus Len, og efter forskellige omrokeringer oprettedes Aalborg Amt i 1793 af områderne syd for Limfjorden. 
Aalborg Amt blev ved kommunalreformen i 1970 slået sammen med Hjørring Amt til Nordjyllands Amt.

## Amtmænd
- 1736-1781: Iver Holck
- 1843-1844: Frederik Ferdinand Tillisch
- 1899-1905: Johan Henrik Ahnfeldt